# 米子市会計事務所社長殺害事件
米子市会計事務所社長殺害事件（よなごしかいけいじむしょしゃちょうさつがいじけん）とは2009年に発生した殺人事件。

## 概要
2009年2月21日午前11時から午後0時にかけて、鳥取県米子市日ノ出町で会計事務所代表（当時82歳）と同居女性（当時74歳）が会計事務所兼自宅のビルで殺害され、キャッシュカードを奪われて現金約1200万円を引き出される事件が発生。2人の遺体は青いシートでくるまれ、会計事務所の施錠された部屋等に遺棄されていたため、当初は行方不明とされたが、6月3日に遺体が発見された。
2009年6月4日、鳥取県警察は会計事務所の会計担当者（当時54歳）を死体遺棄容疑で逮捕した。
2009年6月24日、会計担当者を強盗殺人容疑で再逮捕した。取り調べで被疑者は工具を用意した上で会計事務所代表らを殴打や首を絞めて殺害した後、遺体を隠蔽し、被害者のキャッシュカードで現金約1200万円を引き出していたことが判明する。
2009年7月15日、鳥取地検は会計担当者を強盗殺人と死体遺棄の罪で起訴した。その後、窃盗や詐欺の罪でも追送検、追起訴された。

## 裁判
裁判員裁判を行うにあたって公判前整理手続が行われ、争点は強盗殺人罪の適用に絞られた。また、複数人殺害の事件は裁判員裁判としては初めての事件として注目され、死刑求刑の可能性も指摘された。
2010年2月23日、鳥取地裁（小倉哲浩裁判長）で裁判員裁判初公判が開かれ、被告人は殺害を認めた上で「強盗目的で殺害したというのは事実と違います」と述べて強盗目的を否認した。
冒頭陳述で検察側は会計担当者だった被告人が、事務所の資金繰りのために個人資金をつぎ込んだ結果、借金が嵩んだと指摘。そのため、大型モニターで借金の増減のグラフなどを示しながら、会計事務所代表への長年の恨みを晴らすとともに預金を引き出すために殺害を決意したと述べて強盗目的があったと主張した。一方、弁護側は、被告人が会計事務所代表から給料を全額支給されていなかったことや、日常的に叱責され、私的な用事の手伝いを度々強いられていたことなどの事情から「もう我慢できない」と精神的に追いつめられ末の犯行で、強盗目的ではなかったと主張した。同日午後には凶器などの証拠調べに続いて証人尋問が行われ、裁判員1人が質問した。
2010年2月24日、引き続き証人尋問が行われ、裁判員2人が被告人の妻などに質問した。弁護側証人として出廷した会計事務所元経理担当の女性は、被告人が会計事務所代表に怒鳴られる姿をたびたび目撃したなどと述べ、被告人のために嘆願書を提出しようと元同僚らと相談していると明かした。男性裁判員は女性に「普段から（被告人は）会計事務所代表の自宅に出入りできたのか」などと質問した。
検察側証人として出廷した被告人の妻に対しては女性裁判員が「被告が給料をもらえていなかったのは知っていたか」と尋ね、妻は「事件後に初めて知った」と答えた。同日に被告人質問も行われ、事件の動機を弁護人に聞かれた被告人は「精神的に追いつめられた状態を逃れたい、その一心でやった」と述べた。
2010年2月25日、遺族と被告人の長男が証人出廷し、同居女性の長男は「優しくもあり厳しくもある母だった。（被告には）死をもって償ってほしい」と述べて被告人に死刑を求めた。一方、会計事務所代表の長男は「事件は加害者、被害者という単純な図式ではなく、複雑な気持ちだ」と被告人が追い詰められていた状況に理解を示し無期懲役を求めた。また、被告人の長男は同居女性の長男が「もし死刑が確定したら私を恨みますか」と質問されると、長男は「そう思われても当然です」と答えた。
2010年2月26日、論告求刑公判が開かれ、検察側は「2人の命を奪った結果はきわめて重大だが、追い詰められた末の犯行で、一定の同情の余地は否定できない。遺族は積極的には極刑を望んでいない」として被告人に無期懲役を求刑した。弁護側は「動機は、十数年にわたる抑圧された状況から逃れるためだった」として改めて強盗目的を否定、有期刑を求めた。
最終意見陳述で被告人は「裁判が注目され、プレッシャーをかけて申し訳ありません」と述べ、裁判が結審した。
2010年3月2日、鳥取地裁（小倉哲浩裁判長）で判決公判が開かれ、被告人に求刑通り無期懲役の判決を言い渡した。
2010年9月13日、広島高裁松江支部（古川行男裁判長、中野信也裁判長代読）は一審・鳥取地裁の無期懲役判決を支持、被告側の控訴を棄却した。控訴審でも弁護側は改めて強盗目的を否定したが「会計事務所代表を殺害しようとした段階で、被告は通帳やキャッシュカードを奪うことなどを決めていた」として弁護側の主張を退けた。9月21日、被告側は判決を不服として上告した。
2012年7月2日、最高裁第二小法廷（小貫芳信裁判長）は被告側の上告を棄却する決定を出したため、被告の無期懲役の判決が確定した。